# Last Hurrah
Last Hurrah è un singolo della cantante statunitense Bebe Rexha, pubblicato il 15 febbraio 2019. Il brano è stato scritto dalla stessa interprete in collaborazione con Lauren Christy, Nick Long ed Andrew Wells, e prodotto da quest'ultimo.

## Pubblicazione
Rexha ha rivelato la copertina e la data di uscita sui social media il 7 febbraio dopo aver mostrato in anteprima il titolo e le sue iniziali "LH" per un periodo di tempo. La copertina mostra Rexha, in primo piano e con una luce rossa, che indossa una corona di spine.

## Accoglienza
Mike Wass di Idolator ha definito il brano «un pezzo istantaneamente orecchiabile che parla di fare scelte migliori» con un ritornello «ribelle», scrivendo che «chiunque abbia una vena autodistruttiva o talento per prendere decisioni sbagliate sentirà ogni parola».

## Tracce
Download digitale
1. Last Hurrah – 2:30

## Classifiche
| Classifica (2019) | Posizione massima |
| ----------------- | ----------------- |
| Australia         | 65                |
| Austria           | 70                |
| Belgio (Fiandre)  | 47                |
| Belgio (Vallonia) | 58                |
| Canada            | 73                |
| Estonia           | 28                |
| Germania          | 84                |
| Grecia            | 24                |
| Irlanda           | 31                |
| Lituania          | 18                |
| Norvegia          | 10                |
| Paesi Bassi       | 63                |
| Regno Unito       | 50                |
| Repubblica Ceca   | 30                |
| Romania           | 92                |
| Slovacchia        | 22                |
| Stati Uniti       | 98                |
| Svezia            | 57                |
| Svizzera          | 77                |
| Ungheria          | 19                |